# Fritz Wedel
Fritz Wedel (* 15. Oktober 1916 in Kirn; † 30. Dezember 1964 in Neunkirchen) war ein deutscher Politiker (FDP/DPS).

## Leben und Beruf
Wedel war von Beruf Schornsteinfegermeister. 1938/39 leistete er Reichsarbeitsdienst und von 1939 bis 1942 sowie 1944/45 nahm er als Soldat am Zweiten Weltkrieg teil.

## Partei
Wedel trat 1951 in die DPS ein und war Kreisvorsitzender der Partei in St. Wendel. Heinrich Schneider bezeichnete ihn als einen der besten Redner und Organisatoren der Partei. Durch Konstituierung der DPS als saarländischer Landesverband der FDP wurde er Mitglied der Liberalen.

## Abgeordneter
Wedel wurde 1955 in den Saarländischen Landtag gewählt, dem er bis zu seinem Tode angehörte. 1963/64 war er hier Vorsitzender der FDP/DPS-Fraktion. Am 4. Januar 1957 wurde er in den Deutschen Bundestag entsandt, dem er bis zum Ende der zweiten Wahlperiode 1957 angehörte. Er war über die Landesliste Saarland ins Parlament eingezogen.